# Scotopteryx obscurior
Scotopteryx obscurior là một loài bướm đêm trong họ Geometridae.